# Autostrada A29racc
Die Flughafenverbindung Falcone e Borsellino oder Abzweig nach Punta Raisi erstreckt sich über 4 km und ermöglicht die Anbindung der A29 mit dem internationalen Flughafen Palermo. Er ist nicht mautpflichtig. 
Das Gesetzesdekret vom 29. Oktober 1999 n. 461 hat diesen Autobahnzweig als A29 klassifiziert.
Um diesen Zweig von den anderen zu unterscheiden, ist er als A29racc nummeriert.
Das Symbol mit der alphanumerischen Abkürzung A29racc ist in den Verkehrszeichen nicht vorhanden.